# Pariserhjul
Et pariserhjul er et kæmpehjul, som langsomt roterer i det vertikale plan. Hjulet er forsynet med gondoler eller kabiner, hvori publikum enten kan sidde eller stå. Det helt store pariserhjul findes i dag i mange storbyer, ligesom forlystelsesparker også kan have mindre udgaver.

## Historie
Pariserhjulet stammer trods navnet hverken fra Paris eller Frankrig i det hele taget. Pariserhjuset er nemlig opfundet af amerikaneren George Ferris og blev præsenteret på Verdensudstillingen i Chicago 1893. I USA hedder forlystelsen mere retvisende et ”Ferris wheel”, ”Ferris-hjul”.
Selve princippet, som hjulet bygger på, er et ”ups-n-downs” af træ og holdt i gang ved håndkraft. Denne forlystelse kan spores helt tilbage til det 17. århundrede i bl.a. Tyrkiet.
Verdens højeste pariserhjul var i januar 2016 High Roller i Las Vegas, med Singapore Flyer, Star of Nanchang i Nanchang, og London Eye på de næste pladser.